# 1983 год в кино

## Фильмы

### Мировое кино
- «Анна Павлова»/Anna Pavlova, СССР—Великобритания—ГДР—Куба—Франция, (реж. Эмиль Лотяну)
- «Банзай!»/Banzaï, Франция, (реж. Клод Зиди)
- «Бойцовая рыбка»/Rumble Fish, США, (реж. Фрэнсис Форд Коппола)
- «Большой улов»/The Great American Sex Scandal, США, (реж. Фред Уильямсон)
- «Весенние каникулы»/Spring Break, США, (реж. Шон Каннингем)
- «Внезапный удар»/Sudden Impact, США, (реж. Клинт Иствуд)
- «Военные игры»/WarGames, США, (реж. Джон Бэдэм)
- «Воины-2072» /I Guerrieri Dell' Anno 2072, Италия (реж. Лучо Фульчи)
- «Гензель и Гретель»/Hansel and Gretel, США, (реж. Тим Бёртон)
- «Год опасной жизни»/The Year of Living Dangerously, Австралия, (реж. Питер Уир)
- «Голод»/The Hunger, Великобритания, (реж. Тони Скотт)
- «Голубой гром»/Blue Thunder, США, (реж. Джон Бэдэм)
- «Деньги»/L’Argent, Франция—Швейцария, (реж. Робер Брессон)
- «Дикий стиль»/Wild Style, США, (реж. Чарли Эхерн)
- «Жизнь — это роман»/La Vie Est Un Roman, Франция, (реж. Ален Рене)
- «Завоевание»/La Conquista, Италия, (реж. Лучо Фульчи)
- «Звезда-80»/Star 80, США, (реж. Боб Фосси)
- «Звёздная палата»/The Star Chamber, США, (реж. Питер Хайамс)
- «Звёздные войны. Эпизод VI. Возвращение джедая»/Return of the Jedi, США, (реж. Ричард Маркуанд)
- «Зелиг»/Zelig, США, (реж. Вуди Аллен)
- «И корабль плывёт…»/E la Nave Va, Италия, (реж. Федерико Феллини)
- «Изгои»/The Outsiders, США, (реж. Фрэнсис Форд Коппола)
- «Имя: Кармен»/Prenom Carmen, Франция—Швейцария, (реж. Жан-Люк Годар)
- «История Пьеры»/Storia Di Piera, Италия—Франция—ФРГ, (реж. Марко Феррери)
- «Йентл»/Yentl, США, (реж. Барбра Стрейзанд)
- «Кармен»/Carmen, Испания, (реж. Карлос Саура)
- «Ключ»/La Chiave, Италия, (реж. Тинто Брасс)
- «Кристина»/Christine, США, (реж. Джон Карпентер)
- «Крошка, это ты!»/Baby It’s You, США, (реж. Джон Сейлз)
- «Крулл»/Krull, США, (реж. Питер Йетс)
- «Легенда о Нараяме»/楢山節考, Япония, (реж. Сёхэй Имамура)
- «Лицо со шрамом»/Scarface, США, (реж. Брайан Де Пальма)
- «Луна в сточной канаве»/La lune dans le caniveau, Франция, (реж. Жан-Жак Бенекс)
- «Любовь Свана»/Un Amour De Swann, Франция—ФРГ, (реж. Фолькер Шлёндорф)
- «Любовь в Германии»/Eine Liebe In Deutschland, Польша, (реж. Анджей Вайда)
- «Миссисипи блюз»/Mississippi Blues, США, (реж. Бертран Тавернье)
- «Мужчина, который любил женщин»/The Man Who Loved Women, США, (реж. Блейк Эдвардс)
- «Мёртвая зона»/The Dead Zone, США, (реж. Дэвид Кроненберг)
- «На виду»/Exposed, США, (реж. Джеймс Тобак)
- «Неустрашимый Вудан»/Wudang, Китай, (реж. Ша Сун)
- «Ностальгия»/Nostalghia, Италия—Франция—СССР, (реж. Андрей Тарковский)
- «Одинокий волк Маккуэйд»/Lone Wolf McQuade, США, (реж. Стив Карвер)
- «Остаться в живых»/Staying Alive, США, (реж. Сильвестр Сталлоне)
- «Осьминожка»/Octopussy, США, (реж. Джон Глен)
- «Папаши»/Les Compères, Франция, (реж. Франсис Вебер)
- «Последняя битва»/Le Dernier Combat, Франция, (реж. Бессон, Люк)
- «Преступление и наказание»/Rikos ja rangaistus, Финляндия, (реж. Аки Каурисмяки)
- «Проект „А“»/Project A, Гонконг, (реж. Джеки Чан)
- «Пять летних дней»/Five Days One Summer, США, (реж. Фред Циннеман)
- «Пять счастливых звёзд»/Five Lucky Stars, Гонконг, (реж. Саммо Хун)
- «Секс-миссия, или Новые амазонки»/Seksmisja, Польша, (реж. Юлиуш Махульский)
- «Силквуд»/Silkwood, США, (реж. Майк Николс)
- «Скорей бы воскресенье!»/Vivement dimanche!, Франция, (реж. Франсуа Трюффо)
- «Слова нежности»/Terms Of Endearment, США, (реж. Джеймс Брукс)
- «Смысл жизни по Монти Пайтону»/Monty Python’s The Meaning Of Life, Великобритания, (реж. Терри Джонс и Терри Гиллиам)
- «Сумеречная зона»/Twilight Zone — The Movie, США, (реж. Стивен Спилберг)
- «Супермен 3»/Superman III, Великобритания, (реж. Ричард Лестер)
- «Счастливого Рождества, мистер Лоуренс»/Merry Christmas, Mr. Lawrence /戦場のメリークリスマス, Великобритания—Япония, (реж. Нагиса Осима)
- «Танец-вспышка»/Flashdance, США, (реж. Эдриан Лайн)
- «Уикенд Остермана»/The Osterman Weekend, США, (реж. Сэм Пекинпа)
- «Укуренные в хлам»/Still Smokin, США, (реж. Томми Чонг)
- «Фантоцци страдает снова»/Fantozzi subesce ancora, Италия, (реж. Нери Паренти)
- «Человек-загадка»/The Jigsaw Man, Великобритания, (реж. Теренс Янг)
- «Четвёртый мужчина»/De Vierde Man, Нидерланды, (реж. Пол Верховен)
- «Эврика»/Eureka, Великобритания—США (реж. Николас Джек Роуг)
- «Эдит и Марсель»/Edith et Marcel, Франция, (реж. Клод Лелуш)
- «Юг»/El sur, Испания, (реж. Виктор Эрисе)

### Советское кино

#### Фильмы Азербайджанской ССР
- «Пора седлать коней», (реж. Гасан Турабов, Абдул Махмудов)
- «Прости», (реж. Тариел Валиев)
- «Учитель музыки», (реж. Тофик Исмайлов)
- «Хаш с музыкой», (реж. Вагиф Мустафаев)
- «Хочу жениться», (реж. Джахангир Мехтиев)

#### Фильмы Белорусской ССР
- «Белые Росы», (реж. Игорь Добролюбов)
- «Водитель автобуса», (реж. Борис Шадурский)
- «Дело для настоящих мужчин»
- «Жил-был Пётр»
- «Как я был вундеркиндом», (реж. Евгений Марковский)
- «Конец бабьего лета»
- «Незнакомая песня»
- «Обуза»
- «Сад»
- «Сказка о Звёздном мальчике», (реж. Леонид Нечаев)
- «Снег»
- «Чёрный замок Ольшанский», (реж. Михаил Пташук)
- «Этот негодяй Сидоров», (реж. Валентин Горлов)

#### Фильмы Грузинской ССР
- «В холодильнике кто-то сидел», (реж. Караман Мгеладзе)
- «Волшебная ночь», (реж. Темур Палавандишвили)
- «Клятвенная запись», (реж. Григорий Лордкипанидзе и Амиран Дарсавелидзе)
- «Кукарача», (реж. Семён и Кети Долидзе)
- «Спасибо, Ратили!», (реж. Георгий Калатозишвили)

#### Фильмы Латвийской ССР
- «Мираж», (реж. Алоиз Бренч)
- «Погода на август», (реж. Луция Лочмеле)
- «Сад с призраком», (реж. Ольгерт Дункерс)

#### Фильмы Литовской ССР
- «Богач, бедняк», (реж. Арунас Жебрюнас)

#### Фильмы РСФСР
- «Без особого риска», (реж. Самвел Гаспаров)
- «Без свидетелей», (реж. Никита Михалков)
- «Васса», (реж. Глеб Панфилов)
- «Влюблён по собственному желанию», (реж. Сергей Микаэлян)
- «Вольный ветер», (реж. Ян Фрид)
- «Дамское танго», (реж. Суламбек Мамилов)
- «Дважды рождённый», (реж. Аркадий Сиренко)
- «Демидовы», (реж. Ярополк Лапшин)
- «День командира дивизии», (реж. Игорь Николаев)
- «Если верить Лопотухину», (реж. Михаил Козаков)
- «Из жизни начальника уголовного розыска», (реж. Степан Пучинян)
- «Карантин», (реж. Илья Фрэз)
- «Кое-что из губернской жизни», (реж. Борис Галантер)
- «Комета», (реж. Ричард Викторов)
- «Комический любовник, или Любовные затеи сэра Джона Фальстафа», (реж. Валерий Рубинчик)
- «Люблю. Жду. Лена», (реж. Сергей Никоненко)
- «Место действия», (реж. Анатолий Граник)
- «Мы из джаза», (реж. Карен Шахназаров)
- «Мэри Поппинс, до свидания!», (реж. Леонид Квинихидзе)
- «Небывальщина», (реж. Сергей Овчаров)
- «Нежный возраст», (реж. Валерий Исаков)
- «Непобедимый», (реж. Юрий Борецкий)
- «Одиноким предоставляется общежитие», (реж. Самсон Самсонов)
- «Опасные пустяки», (реж. Виктор Волков)
- «Пацаны», (реж. Динара Асанова)
- «Послесловие», (реж. Марлен Хуциев)
- «Признать виновным», (реж. Игорь Вознесенский)
- «Приключения Шерлока Холмса и доктора Ватсона: Сокровища Агры», (реж. Игорь Масленников)
- «Приступить к ликвидации», (реж. Борис Григорьев)
- «Рецепт её молодости», (реж. Евгений Гинзбург)
- «Скорость», (реж. Дмитрий Светозаров)
- «Тайна „Чёрных дроздов“», (реж. Вадим Дербенёв)
- «Торпедоносцы», (реж. Семён Аранович)
- «Тревожное воскресенье», (реж. Рудольф Фрунтов)
- «Уникум», (реж. Виталий Мельников)
- «Утро без отметок», (реж. Владимир Мартынов)
- «Ученик лекаря», (реж. Борис Рыцарев)
- «Хозяйка детского дома», (реж. Валерий Кремнёв)
- «Чучело», (реж. Ролан Быков)
- «Шёл четвёртый год войны», (реж. Георгий Николаенко)
- «Я тебя никогда не забуду», (реж. Павел Кадочников)

#### Фильмы Украинской ССР
- «Водоворот», (реж. Станислав Клименко)
- «Военно-полевой роман», (реж. Пётр Тодоровский)
- «Гонки по вертикали», (реж. Александр Муратов)
- «Двое под одним зонтом», (реж. Георгий Юнгвальд-Хилькевич)
- «Зелёный фургон», (реж. Александр Павловский)
- «Последний довод королей», (реж. Виктор Кисин)
- «Приключения Петрова и Васечкина, обыкновенные и невероятные», (реж. Владимир Алеников)
- «Петля», (реж. Олег Гойда)
- «Среди серых камней», (реж. Кира Муратова).
- «Экипаж машины боевой», (реж. Виталий Василевский)

## Лидеры проката

### Советский кинопрокат
- «Вокзал для двоих» — 3 место, 35 800 000 зрителей
- «Женатый холостяк» — 4 место, 35 600 000 зрителей
- «Непобедимый» — 8 место, 29 000 000 зрителей
- «Баллада о доблестном рыцаре Айвенго» — 9 место, 28 400 000 зрителей
- «Влюблён по собственному желанию» — 25 600 000 зрителей
- «Пацаны» — 24 900 000 зрителей

## Знаменательные события
- Дон Аллан основал кинокомпанию Revolver Film Company.

## Персоналии

### Родились
- 24 февраля — Присцила Пералес (исп. Priscila Perales), мексиканская модель, актриса, победительница конкурсов красоты.
- 24 февраля — Софи Ховард, британская гламурная модель.

### Скончались
- 27 января — Луи де Фюнес, французский актёр, режиссёр, сценарист.
- 20 марта — Георгий Светлани, советский актёр кино и эстрады.
- 12 июня — Александр Алов, советский кинорежиссёр.
- 7 июля — Александр Фу Шэн, гонконгский актёр и режиссёр.
- 29 июля — Луис Бунюэль, испанский кинорежиссёр.
- 26 августа — Виталий Четвериков, советский кинорежиссёр игровых и документальных фильмов.
- 16 декабря — Григорий Александров, советский кинорежиссёр, актёр, сценарист.